# Padanaha
Padanaha (nep. पदनाहा) – gaun wikas samiti w zachodniej części Nepalu w strefie Bheri w dystrykcie Bardiya. Według nepalskiego spisu powszechnego z 2001 roku liczył on 1127 gospodarstw domowych i 8579 mieszkańców (4272 kobiet i 4307 mężczyzn).